# 광밍구

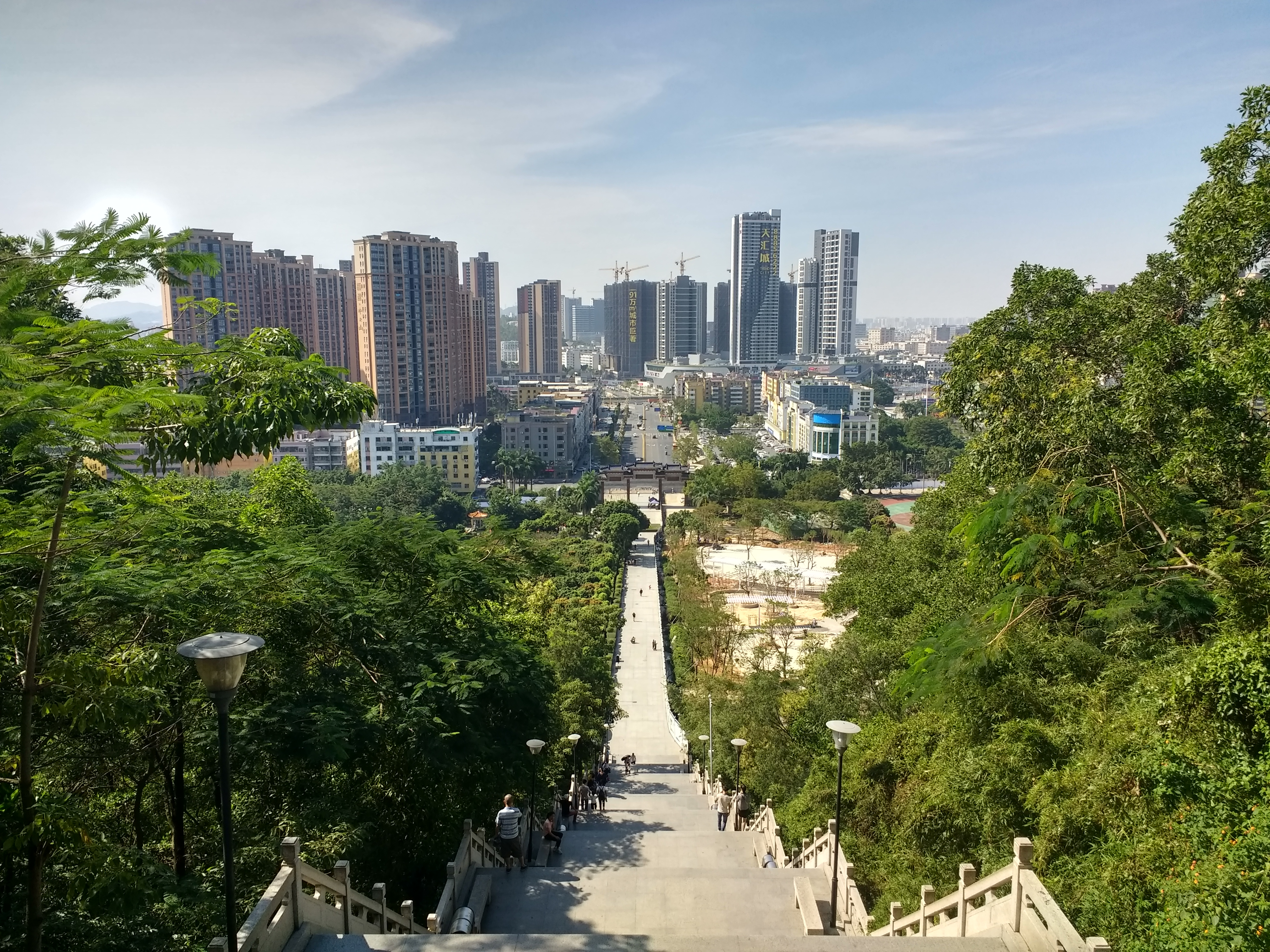

광밍구(한국어: 광명구, 중국어: 光明区, 병음: Guāngmíng Qū)는 중화인민공화국 광둥성 선전시의 7개 구 중 하나이다. 둥관 시와 바오안 구 사이에 위치한다. 2007년에 신설되었으며 생태학 기술이 발달했다.

## 행정구역
6개 가도로 구성된다
光明街道、公明街道、新湖街道、凤凰街道、玉塘街道、马田街道

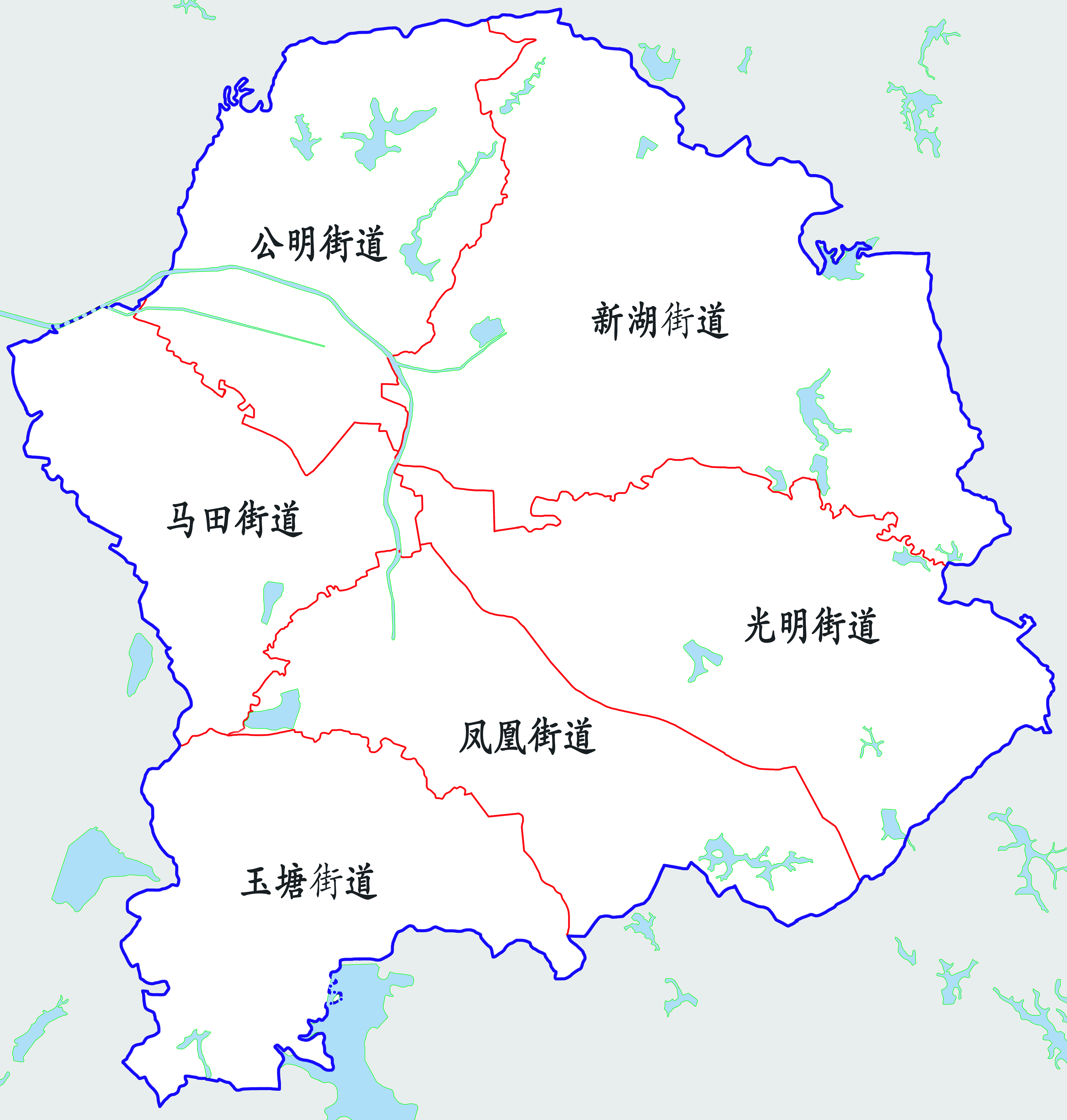
광밍구의 행정구역